# 伊賀マリア
伊賀 マリア（いが マリア、1576年 - 1635年）は、日本の安土桃山時代のキリシタン。父は筒井順慶であると推測される。

## 家族構成
日本の史料における言及は乏しいが、宣教師の記録には度々名前が登場する。それによると、「彼女は若い頃に父をなくした。その父は伊賀国の王であった」という。伊賀を領していた筒井定次はキリシタン大名であったが、定次が自害を命じられたのは1615年、大坂の陣の時であるため、マリアの生年、さらに「若い頃に父をなくした」という記録と照合すると整合性が取れなくなる。そのため、宣教師側の記録を信じれば、父は順慶であると結論づけられている。

## 交友関係
マリアは内藤如安の妹、内藤ジュリアと親交が深く、宣教師の記録には「ジュリアの最初の友である」と記載されている。ジュリアが修道会を建設しようとした時、マリアは支援を行った。

## 来歴・活動
1596年にマリアはキリスト教に入信した。洗礼の折はジュリアが代母を担当した。キリシタンとしての活動は熱心であり、彼女に感化されて彼女の母、祖母、そして実家の大名家の後継ぎがキリスト教に入信したと記録に書かれている。筒井家の後継者は筒井定次であったが、定次は1596年には既に入信していたため、記録を事実とするなら、キリスト教に入信したこの後継ぎとは筒井順定のことだろうと推測されている。
キリシタンとして熱心に活動したマリアだが、1612年、禁教令に触れるところとなり、高山右近らと共にマニラへと配流された。その後はマニラのサン・ミゲル修道院で信仰に余生を費やした。